# Sels kommun
Sels kommun (norska: Sel kommune) är en kommun i landskapet Gudbrandsdalen i Innlandet fylke i Norge. Kommunens centralort är staden Otta. Andra orter är Nord-Sel (Sel), Høvringen, Mysusæter, Dale, Heidal, Faukstad och Sjoa. Otta har yrkesgymnasium (videregående skole).
Jørundgard medeltidscentrum 15 kilometer norr om Otta byggdes 1994 inför inspelningen av filmen om Kristin Lavransdotter.

## Administrativ historik
Sels kommun bildades genom en delning av Vågå kommun 1908. Samtidigt bildades också Heidals kommun. 1965 slogs Heidals och Sels kommuner samman med mindre delar av Vågå och Nord-Frons kommuner.

## Kommunvapen
Kommunvapnet föreställer en kvinna, nämligen "Pillarguri", som från en höjd (Pillarguritoppen, 852 m ö.h.) ska ha blåst i en lur för att varsko bondehären inför slaget vid Kringen 1612. 

## Tätorter
I Sels kommun finns tre tätorter:
- Bjølstad
- Otta (centralort)
- Sandbumoen

Orten Nord-Sel (Sel) har tidigare räknats som en tätort men uppfyller inte längre kriterierna, medan orten Dale numera räknas som en del av tätorten Otta.

## Socknar
Inom Norska kyrkan är Sels kommun indelad i tre socknar:
- Heidals socken
- Nord-Sels socken
- Sels socken

Socknarna ingår i Nord-Gudbrandsdals prosteri i Hamars stift.